# Fernando Escartín
Fernando Escartín Coti (Biescas, 24 januari 1968) is een Spaans voormalig beroepswielrenner. Escartín was sterk bergop, vooral in de Pyreneeën. Grote rondes winnen bleek moeilijk door een gebrek aan tijdritkwaliteiten.
Wegens zijn hoekige fietsstijl was zijn bijnaam "de krab".

## Loopbaan
Escartín staat vooral bekend om zijn dienstjaren bij de Spaanse teams CLAS-Cajastur (1990–1993) als helper van Tony Rominger en vooral Kelme-Costa Blanca (1996–2000), als kopman in de Grote Rondes. In het seizoen 1994 en het seizoen 1995 reed de klimmer voor het Italiaanse Mapei, toen ook als helper van Rominger.
Escartín eindigde vijf keer in de top tien van de Ronde van Frankrijk. Hij behaalde in 1999 de derde plek in de eindklassering, achter winnaar Lance Armstrong en Alex Zülle. Hij won dat jaar de 15e etappe, een Pyrenneeënrit met aankomst op het skioord Piau-Engaly. Het jaar daarop, in 2000, zou hij zijn laatste Tour rijden. Hij vatte deze zoals de voorgaande jaren aan als kopman van Kelme, maar gaf niet thuis in de Alpen. Bovendien reden zijn helpers Roberto Heras en de Colombiaan Santiago Botero dat jaar over het algemeen sterker bergop dan Escartín, zoals op de Mont Ventoux waar Marco Pantani vanuit een geslagen positie zichzelf heruitvond en de etappe won bij gratie van geletruidrager Lance Armstrong. Escartín werd achtste in zijn laatste Tour, maar Heras en Botero bleven hem voor in het eindklassement.
In eigen land greep Escartín twee keer op rij naast de eindzege in de Ronde van Spanje; in 1997 moest hij de betere tijdrijder Alex Zülle voor zich dulden, in 1998 was landgenoot en voormalig wereldkampioen Abraham Olano de beste. Escartín manifesteerde zich in totaal zeven keer in de top tien van de Vuelta.
In zijn laatste seizoen 2002 finishte hij op een achtste plek in de Ronde van Italië. De Giro werd dat seizoen gewonnen door Paolo Savoldelli.
Escartín hing in 2002 zijn fiets aan de haak als renner van Team Coast.

## Mening over Lance Armstrong
Escartín is de enige klassementsrenner uit het Armstrong-tijdperk die op het podium van de Tour heeft gestaan doch die niet betrokken was bij een dopingschandaal. Escartín noemde de beslissing van het anti-dopingagentschap USADA, dat Armstrongs zeven Tourzeges schrapte, "onlogisch" en voegde daar aan toe: "Het is 13 jaar geleden [in 2012], dus wat willen ze nog bereiken? Armstrong won de Tour, Zülle werd tweede en daarna kom ik... Armstrong blijft voor mij een even grote kampioen".

## Belangrijkste overwinningen
1994
- Clásica a los Puertos de Guadarrama

1995
- Eindklassement Vuelta a los Valles Mineros
- Eindklassement Ronde van Aragon

1996
- Clásica a los Puertos de Guadarrama

1997
- 2e etappe Ronde van Asturië
- 6e etappe Ronde van Catalonië
- Eindklassement Ronde van Catalonië

1998
- 1e etappe Ronde van Aragon
- 8e etappe Ronde van Catalonië

1999
- 4e etappe Ronde van Asturië
- 5e etappe Ronde van Asturië
- Eindklassement Ronde van Catalonië
- 3e etappe Euskal Bizikleta
- 5e etappe Euskal Bizikleta
- 15e etappe Ronde van Frankrijk

## Resultaten in voornaamste wedstrijden
| Jaar | Ronde van Italië | Ronde van Frankrijk | Ronde van Spanje |
| ---- | ---------------- | ------------------- | ---------------- |
| 1990 |                  |                     |                  |
| 1991 | 67e              |                     |                  |
| 1992 |                  | 45e                 |                  |
| 1993 |                  | 30e                 | 10e              |
| 1994 |                  | 12e                 | 9e               |
| 1995 |                  | 7e                  |                  |
| 1996 |                  | 8e                  | 10e              |
| 1997 |                  | 5e                  | ↑                |
| 1998 |                  | opgave              | ↑                |
| 1999 |                  | ↑ (1)               | opgave           |
| 2000 |                  | 8e                  | 7e               |
| 2001 |                  |                     | 10e              |
| 2002 | 8e               |                     | opgave           |

| Jaar | Milaan-San Remo | Amstel Gold Race | Ronde van Lombardije |  | WK op de weg |
| ---- | --------------- | ---------------- | -------------------- |  | ------------ |
| 1990 |                 |                  |                      |  |              |
| 1991 |                 |                  | 57e                  |  |              |
| 1992 |                 |                  | 54e                  |  |              |
| 1993 | 58e             |                  |                      |  | 37e          |
| 1994 |                 |                  |                      |  |              |
| 1995 |                 |                  |                      |  | 14e          |
| 1996 |                 | 49e              | 43e                  |  | 14e          |
| 1997 | 137e            |                  |                      |  |              |
| 1998 | 107e            | 69e              |                      |  |              |
| 1999 |                 | 73e              |                      |  |              |
| 2000 |                 | 22e              |                      |  |              |
| 2001 |                 | 24e              |                      |  |              |
| 2002 |                 |                  |                      |  |              |